# Акулова, Нина Фёдоровна
Нина Фёдоровна Аку́лова (1921—2004) — советский археолог-любитель, участница Новгородской археологической экспедиции. 26 июля 1951 года обнаружила первую берестяную грамоту. С 2011 года ежегодно 26 июля в Новгороде отмечается праздник «День берестяной грамоты».

## Биография
Нина Акулова приехала в Новгород в 1946 году на восстановление города. В 1951 году работала на мебельном комбинате, летом подрабатывала с подругами на археологических раскопках, проходивших возле её дома с 12 июля, когда в квартале на Дмитриевской улице было начато вскрытие участка в 324 квадратных метра.
26 июля на древней Холопьей улице Новгорода, Н. Ф. Акулова обнаружила первую грамоту на бересте, на мостовой конца XIV века между двумя плахами настила.

Прорись берестяной грамоты № 1. Она сильно фрагментирована, однако состоит из длинных и совершенно стандартных фраз: «С такого-то села позёма и дару шло столько-то», поэтому легко восстанавливается

## Память
26 июля 2006 года на стене дома (улица Десятинная, д.17к1), где жила Н. Ф. Акулова, установили памятную табличку, где указано: 

Нина Федоровна Акулова (1921—2004) — участница новгородской археологической экспедиции. 26 июля 1951 года обнаружила первую берестяную грамоту на Неревском раскопе в Новгороде. Это событие ознаменовало собой новую эпоху в изучении истории средневековой Руси.— https://ant53.ru/memorial/people/teg/235/
26 июня 2009 года  на могиле Н. Ф. Акуловой на Западном кладбище установлен памятник с изображением первой берестяной грамоты и надписью: «Её руками 26 июля 1951 года была найдена первая берестяная грамота».
23 августа 2009 года на месте находки древнего письма установили памятник. На дорожке, ведущей от ул. Великой к знаку размещена надпись-картуш на валунном постаменте, где содержится текст составленный археологом, профессором МГУ Еленой Рыбиной и филологом, членом-корреспондентом РАН Алексеем Гиппиусом:
«На этом месте 26 июля 1951 года археологической экспедицией под руководством Артемия Владимировича Арциховского была найдена первая берестяная грамота. Грамоту нашла новгородка Нина Федоровна Акулова».